# Velika nagrada Beograda
Velika nagrada Beograda je bila avtomobilistična dirka, ki je v sezoni 1939 potekala v srbskem mestu Beograd, takratna Kraljevina Jugoslavija. Potekala je na dirkališču Kalemegdan, dobil pa jo je Tazio Nuvolari v dirkalniku Auto Union.
Dirko, ki je potekala 3. septembra 1939, je sponzoriral kralj Peter II. Karađorđević. Obiskalo jo je kar 100.000 gledalcev, kar je bila takrat četrtina Beograjčanov, ki so si prišli ogledati svetovno znane dirkače, kot sta bila Tazio Nuvolari in Manfred von Brauchitsch.
Dirka je bila edina Velika nagrada, ki je potekala med drugo svetovno vojno, se je odvijala dva dneva po uradnem začetku vojne, nemški invaziji na Poljsko. To je bila tudi zadnja zmaga v karieri enega najuspešnejših dirkačev svojega časa,  Tazia Nuvolarija, ki jo je dosegel v starosti 46-ih let.